# Conrad Ledge
Conrad Ledge ist ein abgeflachter und 1,5 km langer Gebirgskamm im ostantarktischen Viktorialand. In der Cruzen Range ragt er aus dem Hochplateau The Fortress zwischen dem Hilt Cirque und dem Dana Cirque auf.
Das Advisory Committee on Antarctic Names benannte ihn 2005 nach Lieutenant Commander Lawrence J. Conrad, Hubschrauberpilot der Flugstaffel VXE-6 der United States Navy auf der McMurdo-Station von 1982 bis 1985, der zwischen 2003 und 2004 am Projekt zur Erstellung von Luftaufnahmen bekannter geografischer Objekte in der Region um den McMurdo-Sund beteiligt war.